# Charlot est content de lui
Pour plus de détails, voir Fiche technique et Distribution.
Charlot est content de lui (titre original : Kid Auto Races at Venice, Cal.) est une comédie burlesque américaine réalisée par Henry Lehrman avec Charlie Chaplin, sortie le 7 février 1914.

## Synopsis
Charlot se rend à une course de voiturettes pour enfant à Venice en Californie. Une équipe de tournage cherche à filmer l'évènement, mais Charlot les dérange en permanence en essayant de s'imposer devant la caméra. Le réalisateur tente alors de le faire disparaître du champ de vision par de grands gestes et des coups de pied et de poing, ce qui va perturber la course, les deux hommes se retrouvant régulièrement au milieu de la piste. Les spectateurs, au début intrigués par ce comportement, vont finir par s'amuser des pitreries de Charlot.

## Fiche technique
- Titre : Charlot est content de lui
- Titre original : Kid Auto Races at Venice, Cal.
- Réalisation : Henry Lehrman
- Scénario : Henry Lehrman, Charlie Chaplin (non crédité)
- Photographie : Frank D. Williams, Enrique Juan Vallejo
- Production : Mack Sennett
- Société de production : Keystone
- Société de distribution : Mutual Film (1914)
- Pays d’origine :  États-Unis
- Langue : film muet avec les intertitres en anglais
- Format : Noir et blanc - 35 mm - 1,33:1  -  Muet
- Genre : Comédie, Film burlesque
- Longueur : ½ bobine (130 mètres)
- Durée : 7 minutes
- Date de sortie : 
  - États-Unis : 7 février 1914
- Licence : Domaine public

## Distribution
- Charlie Chaplin : Charlot
- Henry Lehrman : le réalisateur
- Frank D. Williams : le caméraman
- Gordon Griffith : un gamin
- Billy Jacobs : un gamin
- Charlotte Fitzpatrick : une fille
- Thelma Selters : une gamine

## À noter
- Charlot est content de lui est le premier film où l'on découvre le personnage de Charlot, le Vagabond. Cependant, ce personnage a été créé juste avant, pour le film L'Étrange Aventure de Mabel, mais celui-ci n'est sorti que le 9 février 1914, soit deux jours après Charlot est content de lui. Cela peut s'expliquer par la durée des deux films : Charlot est content de lui étant plus court, il a été achevé plus rapidement et expédié aussitôt pour être exploité.
- Le tournage s'est déroulé lors de la deuxième édition de la Pushmobile Parade — une course de voiturettes pour enfant — qui se tenait à Venice, en Californie, le 11 janvier 1914. La prestation de Chaplin fut improvisée, sans scénario préalable, et n'aurait nécessité que 45 minutes de tournage.
- Ce film d'une demi-bobine permet d'observer les premières réactions du public face au personnage de Charlot. Les spectateurs de la course — qui ne sont pas des acteurs, mais des personnes venues pour assister à la course — semblent tout d'abord perplexes vis-à-vis du comportement et des pitreries de Charlot. Puis, au fur et à mesure du film, cette perplexité se change en amusement et en rires.